# Kozara (film)
Kozara je jugoslovanski črno-beli partizanski film iz leta 1962, ki ga je režiral Veljko Bulajić in zanj napisal tudi scenarij skupaj z Stevanom Bulajićem, Ratkom Đurovićem, Skendrom Kulenovićem, Berislavom Orlovićem in Vladimirjem Špindlerjem. V glavnih vlogah nastopajo Bert Sotlar, Bata Živojinović, Milena Dravić, Olivera Marković, Dragomir Felba, Ljubiša Samardžić, Mihajlo Kostić, Milan Milosevic, Abdurrahman Shala in Davor Antolić. Film je posnet po resničnih dogodkih in prikazuje Bitko na Kozari iz leta 1942.
Film je bil premierno prikazan 2. avgusta 1962 v jugoslovanskih kinematografih in je naletel na dobre ocene kritikov. Na Puljskem filmskem festivalu je osvojil glavno nagrado velika zlata arena za najboljši jugoslovanski film, ob tem pa še srebrno areno za glavno moško vlogo (Živojinović). Sodeloval je v tekmovalnem programu Mednarodnega filmskega festivala v Moskvi, kjer je osvojil zlato nagrado za najboljši film. Bil je tudi jugoslovanski kandidat za oskarja za najboljši tujejezični film na 32. podelitvi, toda ni prišel v ožji izbor.

## Vloge
- Bert Sotlar kot Vuksa
- Bata Živojinović kot Sorga
- Milena Dravić kot Milja
- Olivera Marković kot Andja
- Dragomir Felba kot Obrad
- Ljubiša Samardžić kot Mitar
- Mihajlo Kostić-Pljaka kot Ahmet
- Milan Milošević kot Ivica
- Abdurrahman Shala kot Jakov
- Davor Antolić kot Joja
- Tana Mascarelli kot Marinkova mati
- Tamara Miletić kot Zlata
- Adam Vedernjak kot Marinko